# Опасная бритва

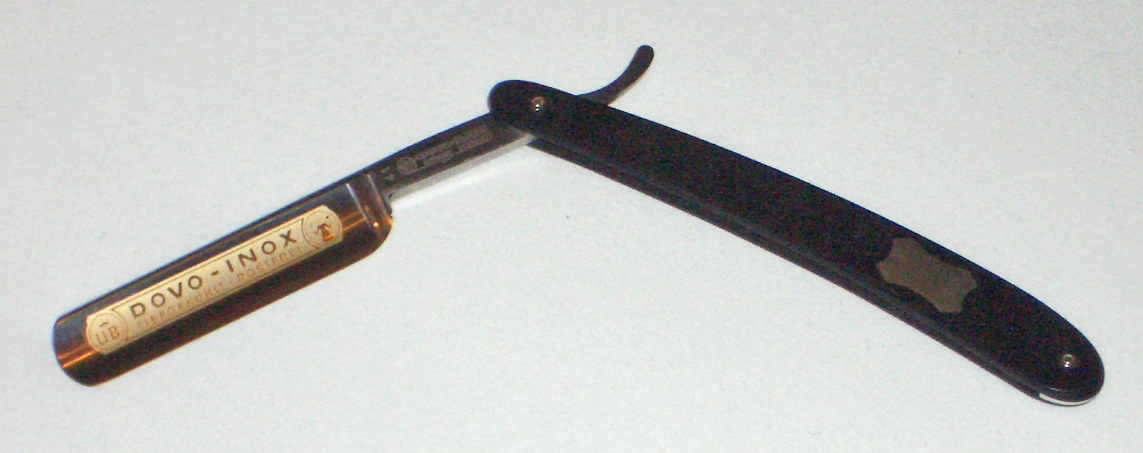
Опасная бритва в раскрытом виде

Опасная бритва (также клинко́вая бритва, жарг. «опа́ска») — бритва с открытым лезвием.

## История

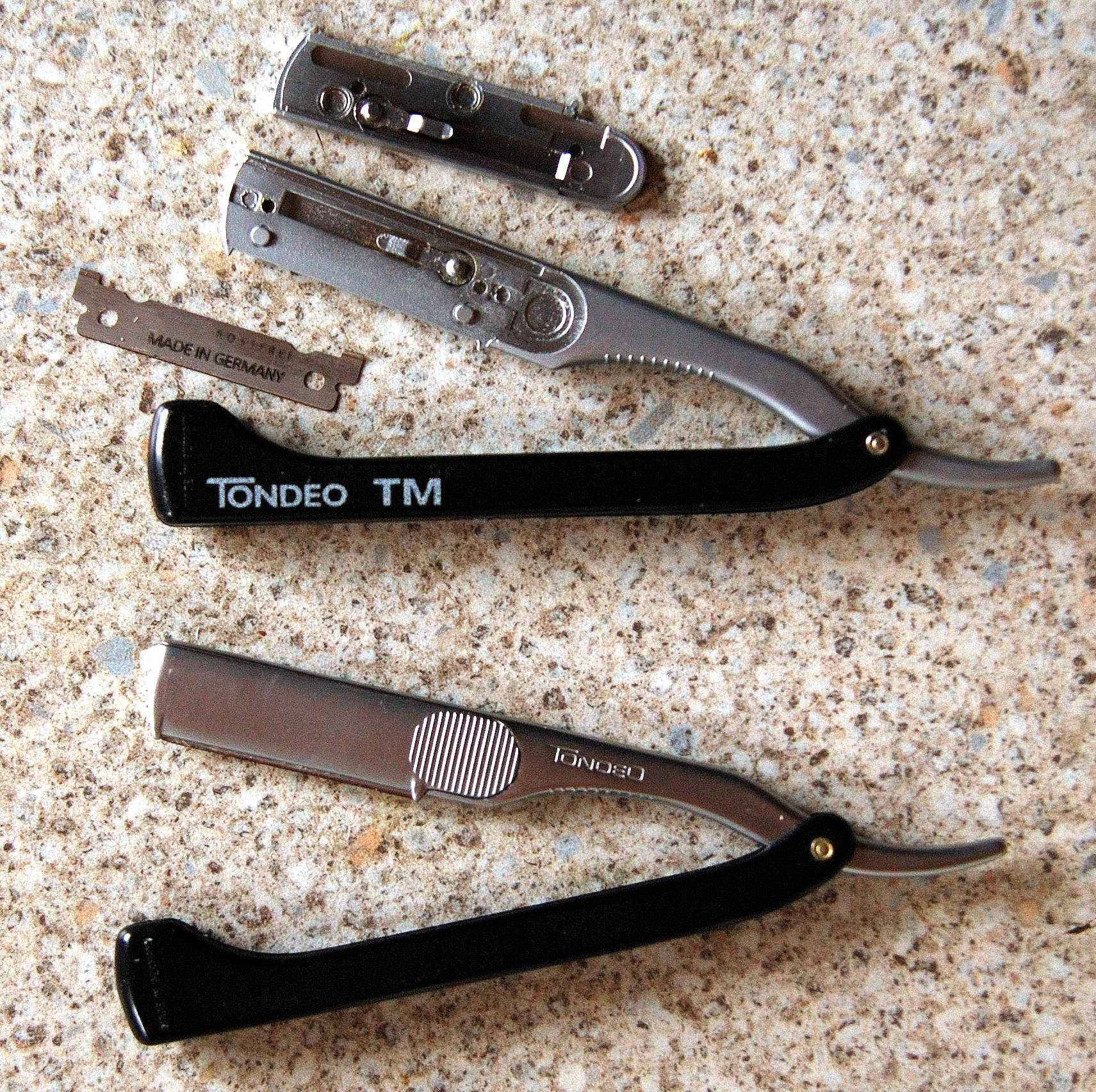
Шаветт

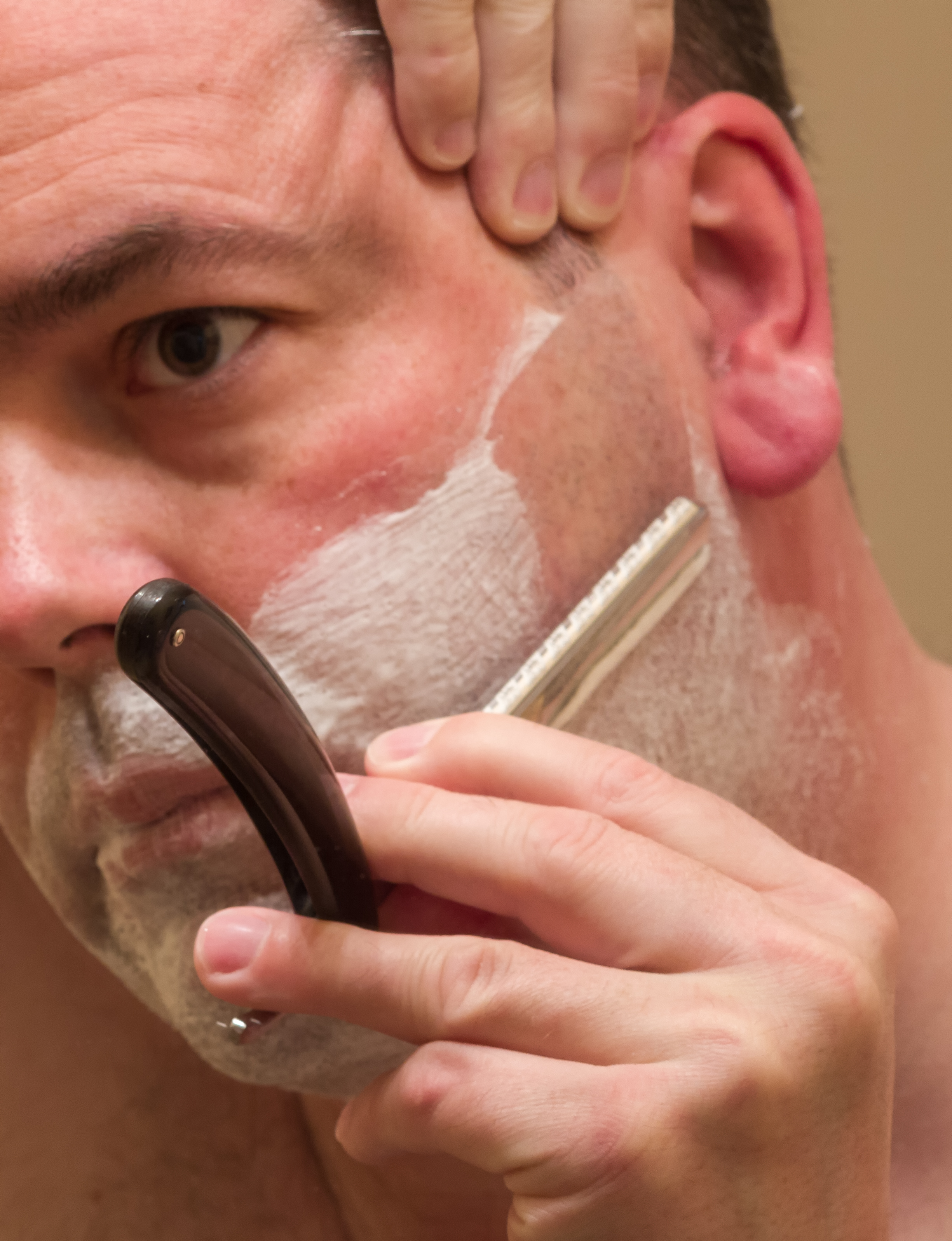
Процесс бритья

Первые клинковые бритвы были произведены около 1680 года в английском городе Шеффилде. Термин «опасная» стал широко использоваться по аналогии с «безопасной бритвой» Жиллетта.
При первоначальной заточке или восстановлении лезвия опасной бритвы используется абразивный камень. Поддержка лезвия в надлежащем состоянии и исправление небольших дефектов достигается путем регулярной правки при помощи специального кожаного ремня и абразивной пасты.
Пользование опасной бритвой требует от человека навыка и аккуратности, поскольку само по себе лезвие достаточно острое и при малейшей неосторожности высока вероятность пореза.
Шаве́тт (разг. «шаветка») — опасная бритва со сменными лезвиями. Это гибрид классической опасной бритвы и бритвенного станка. Лезвие для шаветта представляет собой половинку двустороннего лезвия безопасной бритвы, хотя есть варианты специальных лезвий, более длинных — почти как лезвие классической опасной бритвы (до 62 мм). Техника бритья аналогична. Сторонники классической клинковой бритвы считают шаветт менее эффективным (что является вопросом довольно спорным), однако конструкция со сменным лезвием менее травмоопасна и избавляет от необходимости править лезвие, а также повышает гигиену при использовании в парикмахерских.